# Divisione di Cassini
La divisione di Cassini (dal nome di Gian Domenico Cassini, che la scoprì nel 1675) è la separazione presente nel sistema di anelli del pianeta Saturno; è situata fra i due anelli più brillanti del pianeta, l'anello B, all'interno, e l'anello A, all'esterno.
Gli anelli possiedono anche molte altre divisioni, come la divisione di Encke, tuttavia la divisione di Cassini è la più grande e la più famosa, ed è visibile anche con telescopi di piccole dimensioni.
Ad un'analisi superficiale si direbbe che non sia presente materiale all'interno di queste divisioni, in realtà si tratta di zone con una minore densità di materiale. La sonda Cassini-Huygens, il primo luglio 2004 ha attraversato lo spazio tra altri 2 anelli del pianeta (l'anello F e l'anello G) e i suoi sensori hanno registrato più di 100.000 microimpatti contro l'antenna principale, provocati da particelle di dimensioni microscopiche.

## Caratteristiche
La divisione di Cassini ha una larghezza di circa 4.800 km ed è posta tra i due anelli più brillanti del pianeta, l'anello B, all'interno, e l'anello A, all'esterno. È stata scoperta nel 1675 dall'astronomo di origine italiana, ma naturalizzato francese, Gian Domenico Cassini utilizzando un telescopio rifrattore con distanza focale di 20 piedi e 90 ingrandimenti.
Secondo misure recenti, il limite interno della divisione è situato a 117.500 km dal centro di Saturno e il suo limite esterno a 122.000 km. Questo comporta una larghezza di 4500 km. Altri studi indicano valori leggermente diversi: 117.580 e 122.170 km per i due limiti interno-esterno.
Vista dalla Terra appare come una sottile striscia nera tra i due anelli, e si direbbe che non sia presente materiale all'interno di queste divisioni, in realtà si tratta di zone con una minore densità di materiale. La sonda Voyager ha scoperto che la divisione è popolata di materiale dell'anello con caratteristiche molto simili all'anello C.
Il bordo interno della divisione Cassini è governato dall'influsso gravitazionale del satellite Mimas, che si trova in risonanza orbitale con la divisione, per cui il materiale viene espulso a causa del passaggio del satellite, destabilizzando le loro orbite e provocando una variazione nella densità dell'anello. Le particelle dell'anello situate in questa regione percorrono due orbite per ogni orbita di Mimas. Le ulteriori piccole suddivisioni all'interno della Cassini non hanno ancora una piena spiegazione.

## Origine

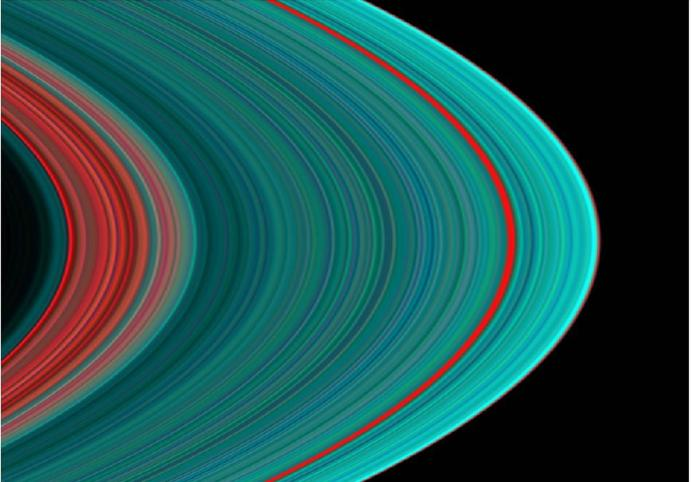
Divisione di Cassini indicata con il color rosso verso la parte esterna fra gli anelli A e B.

Pochi giorni dopo che la sonda Cassini entrò in orbita attorno a Saturno, cominciarono ad arrivare dati riguardanti la composizione della breccia presente fra gli anelli A e B. Al contrario degli anelli che prevalentemente risultano composti di acqua ghiacciata, la divisione, che dovrebbe essere vuota, contiene più polvere che ghiaccio, probabilmente carbonio e silicati, che sembrano ricordare il materiale osservato su Febe.
Ciò suffraga la teoria che questi residui non sarebbero altro che i resti di una luna; quello che però stupisce maggiormente è che gli anelli A e B si mostrano così puliti al contrario della divisione che c'è fra loro, la quale è oltremodo sporca di polveri.
Questi dati sono stati forniti dalla strumentazione di bordo chiamata VIMS (Visual and Infrared Mapping Spectrometer) realizzato dall'Agenzia Spaziale Italiana ed interpretati dal Rings Working Group guidato da Jeff Cuzzi di Nasa-Ames.